# Coly-Saint-Amand
Pour les articles homonymes, voir Coly et Saint-Amand.
Coly-Saint-Amand est une commune française située dans le département de la Dordogne, en région Nouvelle-Aquitaine. Elle a été créée le 1er janvier 2019 sous le statut de commune nouvelle et regroupe les anciennes communes de Coly et Saint-Amand-de-Coly.

## Géographie

### Généralités
La commune nouvelle regroupe les communes de Coly et Saint-Amand-de-Coly, qui deviennent des communes déléguées le 1er janvier 2019. Son chef-lieu se situe au bourg de Saint-Amand-de-Coly.
| Carte des communes constitutives de Coly-Saint-Amand. |

### Communes limitrophes
Coly-Saint-Amand est limitrophe de huit autres communes.
| Condat-sur-Vézère                       |                  | Terrasson-Lavilledieu |
| Aubas                                   | Coly-Saint-Amand | La Cassagne           |
| Montignac-Lascaux, La Chapelle-Aubareil | Saint-Geniès     | Archignac             |

### Géologie et relief

#### Géologie
Situé sur la plaque nord du Bassin aquitain et bordé à son extrémité nord-est par une frange du Massif central, le département de la Dordogne présente une grande diversité géologique. Les terrains sont disposés en profondeur en strates régulières, témoins d'une sédimentation sur cette ancienne plate-forme marine. Le département peut ainsi être découpé sur le plan géologique en quatre gradins différenciés selon leur âge géologique. Coly-Saint-Amand est située dans le deuxième gradin à partir du nord-est, un plateau formé de roches calcaires très dures du Jurassique que la mer a déposées par sédimentation chimique carbonatée, en bancs épais et massifs.
Elle est dans le causse de Terrasson qui concerne quelques communes, au sud de Terrasson-Lavilledieu, sur les coteaux en rive gauche de la Vézère.
Les couches affleurantes sur le territoire communal sont constituées de formations superficielles du Quaternaire datant du Cénozoïque et de roches sédimentaires du Mésozoïque. La formation la plus ancienne, notée j2-3(Bz), date du Bajocien moyen au Bathonien inférieur, composée de calcaires micritiques et sublithographiques à oncolithes et de stromatolithes en alternance avec des niveaux de marnes noires en bancs réguliers. La formation la plus récente, notée CFvs, fait partie des formations superficielles de type colluvions carbonatées de vallons secs : sable limoneux à débris calcaires et argile sableuse à débris. Le descriptif de ces couches est détaillé dans  la feuille « no 784 - Terrasson » de la carte géologique au 1/50 000 de la France métropolitaine, et sa notice associée.

Carte géologique de Coly-Saint-Amand.

#### Relief et paysages
Le département de la Dordogne se présente comme un vaste plateau incliné du nord-est (491 m, à la forêt de Vieillecour dans le Nontronnais, à Saint-Pierre-de-Frugie) au sud-ouest (2 m à Lamothe-Montravel). L'altitude du territoire communal varie quant à elle entre 105 mètres et 284 mètres.
Dans le cadre de la Convention européenne du paysage entrée en vigueur en France le 1er juillet 2006, renforcée par la loi du 8 août 2016 pour la reconquête de la biodiversité, de la nature et des paysages, un atlas des paysages de la Dordogne a été élaboré sous maîtrise d’ouvrage de l’État et publié en octobre 2020. Les paysages du département s'organisent en huit unités paysagères,. La commune fait partie du Périgord noir, un paysage vallonné et forestier, qui ne s’ouvre que ponctuellement autour de vallées-couloirs et d’une multitude de clairières de toutes tailles. Il s'étend du nord de la Vézère au sud de la Dordogne (en amont de Lalinde) et est riche d’un patrimoine exceptionnel.
La superficie cadastrale de la commune publiée par l'Insee, qui sert de référence dans toutes les statistiques, est de 34,41 km2,.

### Hydrographie

#### Réseau hydrographique
La commune est située dans le bassin de la Dordogne au sein du Bassin Adour-Garonne. Elle est drainée par le Coly, la Chironde, le Doiran et par divers petits cours d'eau, qui constituent un réseau hydrographique de 20 km de longueur totale,,.
Le Coly, d'une longueur totale de 10,13 km, prend sa source dans la commune de La Cassagne et se jette dans la Vézère au bourg de Condat-sur-Vézère en rive gauche. Il baigne le nord de la commune sur plus de trois kilomètres et demi.
La Chironde, d'une longueur totale de 15,41 km, prend sa source dans la commune de Saint-Crépin-et-Carlucet et se jette dans le Coly en rive gauche à Coly-Saint-Amand (territoire de l'ancienne commune de Coly),. Elle arrose le territoire communal du sud au nord-est sur sept kilomètres et demi.
Autre affluent de rive gauche de la Vézère, le Doiran baigne la commune à l'ouest sur plus d'un kilomètre et demi.

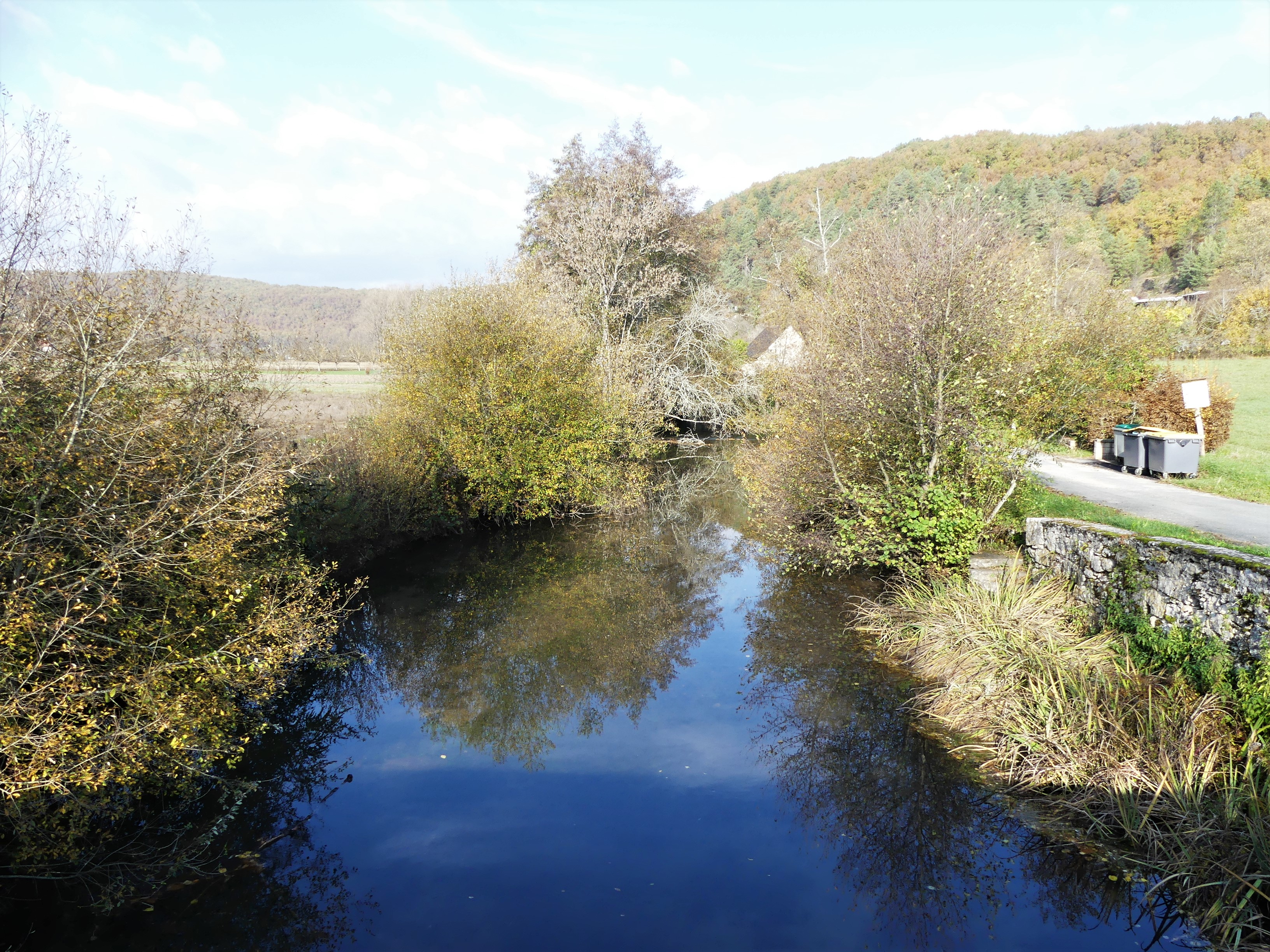
Le Coly au pont de la Grave, à Coly.
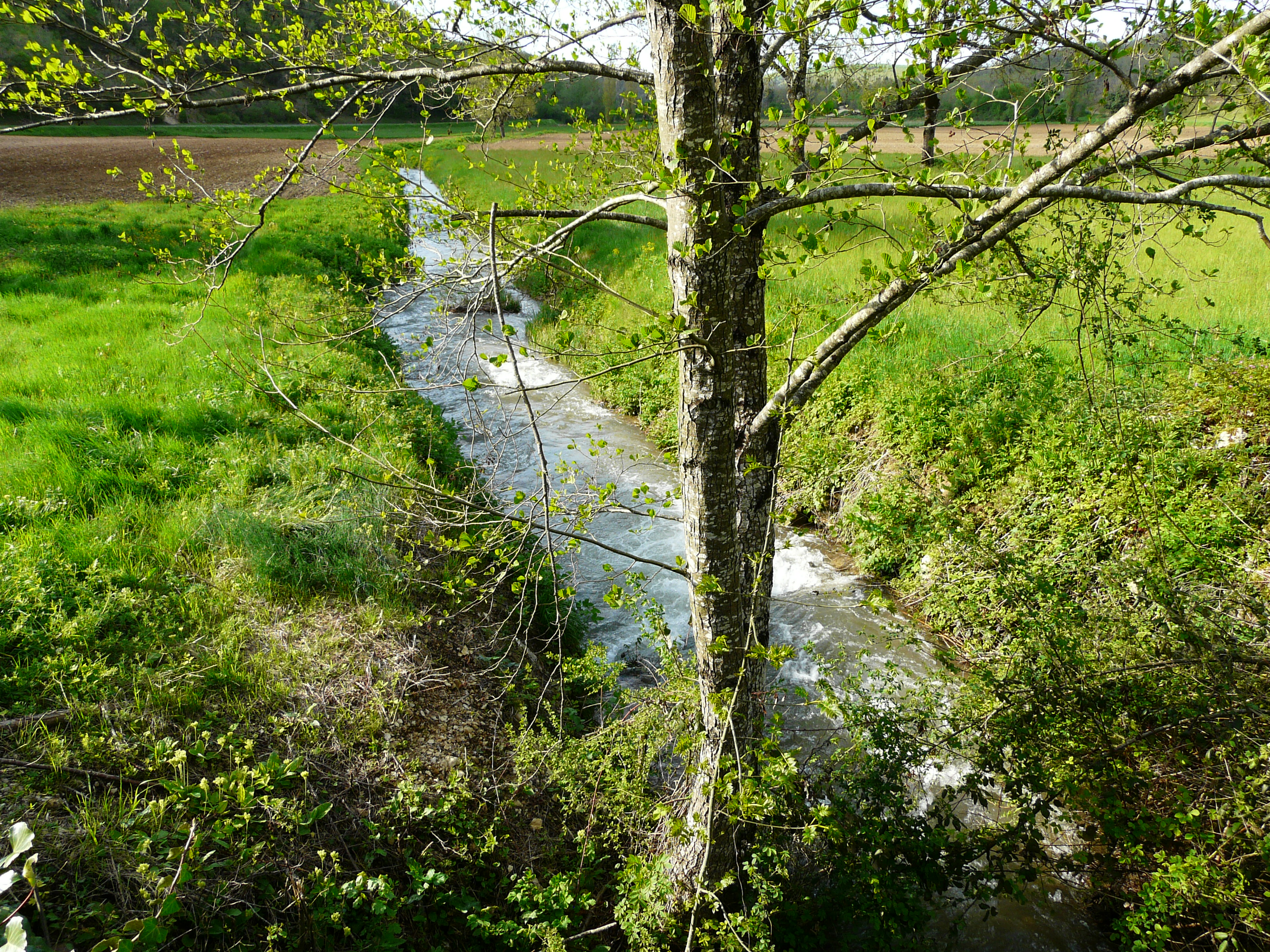
La Chironde, en aval du pont de la Tour, à Saint-Amand-de-Coly.
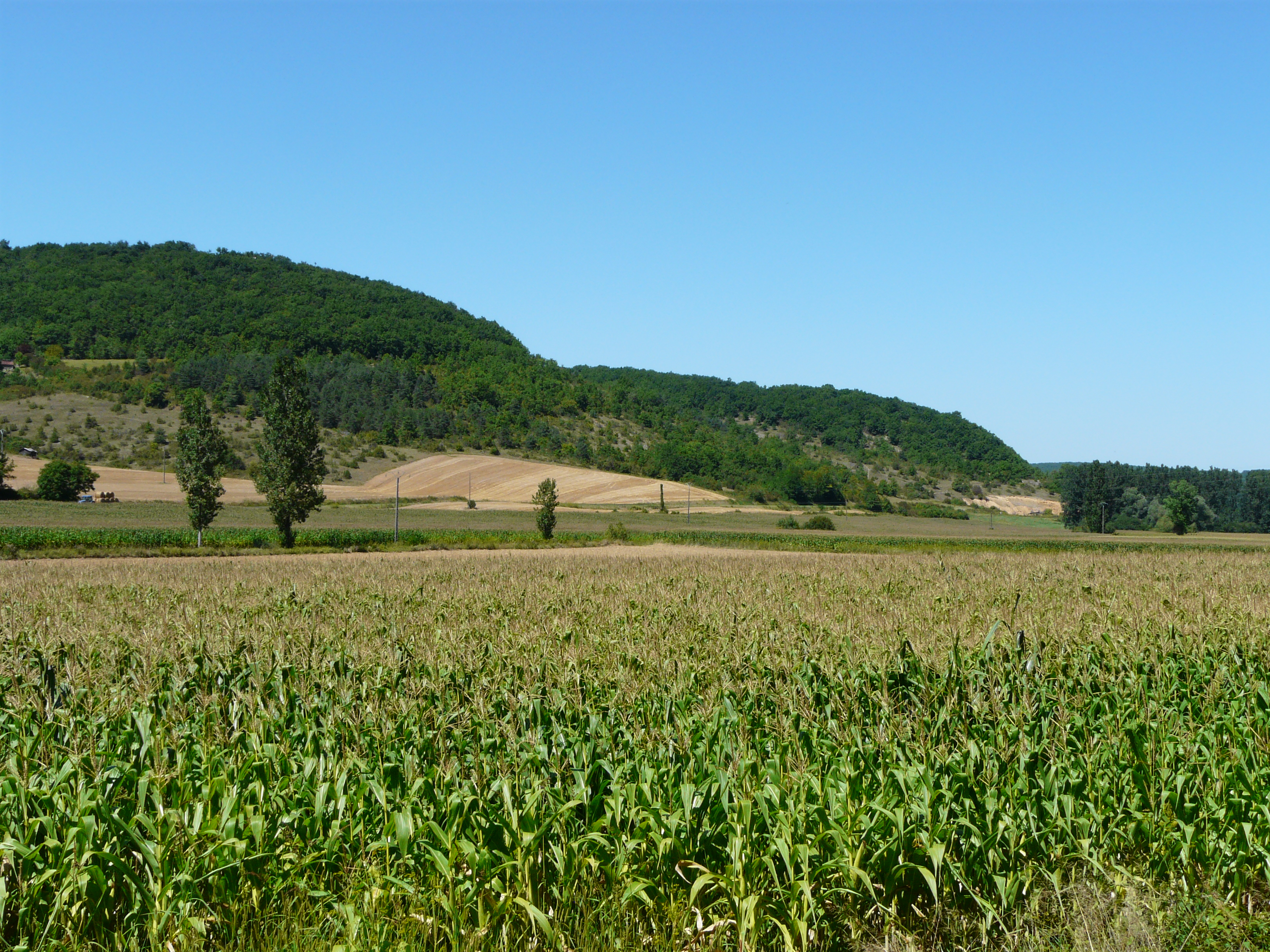
La vallée de la Chironde à Saint-Amand-de-Coly.
Réseaux hydrographique et routier de Coly-Saint-Amand.

#### Gestion et qualité des eaux
Le territoire communal est couvert par le schéma d'aménagement et de gestion des eaux (SAGE) « Vézère-Corrèze ». Ce document de planification, dont le territoire regroupe les bassins versants de la Vézère et de la Corrèze, d'une superficie de 3 730 km2 est en cours d'élaboration. La structure porteuse de l'élaboration et de la mise en œuvre est le conseil départemental de la Corrèze. Il définit sur son territoire les objectifs généraux d’utilisation, de mise en valeur et de protection quantitative et qualitative des ressources en eau superficielle et souterraine, en respect des objectifs de qualité définis dans le troisième SDAGE  du Bassin Adour-Garonne qui couvre la période 2022-2027, approuvé le 30 mai 2023.
La qualité des eaux de baignade et des cours d’eau peut être consultée sur un site dédié géré par les agences de l’eau et l’Agence française pour la biodiversité.

### Climat
Pour des articles plus généraux, voir Climat de la Nouvelle-Aquitaine et Climat de la Dordogne.
Historiquement, la commune est exposée à un climat océanique aquitain.  
En 2020, Météo-France publie une typologie des climats de la France métropolitaine dans laquelle la commune est exposée à un climat océanique altéré et est dans la région climatique  Ouest et nord-ouest du Massif Central, caractérisée par une pluviométrie annuelle de 900 à 1 500 mm, maximale en automne et en hiver.
Pour la période 1971-2000, la température annuelle moyenne est de 12,2 °C, avec  une amplitude thermique annuelle de 14,4 °C. Le cumul annuel moyen de précipitations est de 941 mm, avec 11,6 jours de précipitations en janvier et 7,2 jours en juillet. Pour la période 1991-2020, la température moyenne annuelle observée sur la station météorologique la plus proche, située sur la commune de Salignac-Eyvigues à 12 km à vol d'oiseau, est de 13,0 °C et le cumul annuel moyen de précipitations est de 907,1 mm,. Pour l'avenir, les paramètres climatiques de la commune estimés pour 2050 selon différents scénarios d’émission de gaz à effet de serre sont consultables sur un site dédié publié par Météo-France en novembre 2022.

## Urbanisme

### Typologie
Au 1er janvier 2024, Coly-Saint-Amand est catégorisée commune rurale à habitat très dispersé, selon la nouvelle grille communale de densité à 7 niveaux définie par l'Insee en 2022.
Elle est située hors unité urbaine et hors attraction des villes,.

### Villages, hameaux et lieux-dits
Outre les bourgs de Coly et de Saint-Amand-de-Coly proprement dits, le territoire se compose d'autres villages ou hameaux, ainsi que de lieux-dits détaillés sur cet article et celui-ci.

### Prévention des risques
Le territoire de la commune de Coly-Saint-Amand est vulnérable à différents aléas naturels : météorologiques (tempête, orage, neige, grand froid, canicule ou sécheresse), feux de forêts et séisme (sismicité très faible). Un site publié par le BRGM permet d'évaluer simplement et rapidement les risques d'un bien localisé soit par son adresse soit par le numéro de sa parcelle.
Coly-Saint-Amand est exposée au risque de feu de forêt. L’arrêté préfectoral du 14 mars 2013 fixe les conditions de pratique des incinérations et de brûlage dans un objectif de réduire le risque de départs d’incendie. À ce titre, des périodes sont déterminées : interdiction totale du 15 février au 15 mai et du 15 juin au 15 octobre, utilisation réglementée du 16 mai au 14 juin et du 16 octobre au 14 février. En septembre 2020, un plan inter-départemental de protection des forêts contre les incendies (PidPFCI) a été adopté pour la période 2019-2029,.
La commune a été reconnue en état de catastrophe naturelle au titre des dommages causés par les inondations et coulées de boue survenues en 1982, 1983 et 1999, par la sécheresse en 1989, 1992 et 2011 et par des mouvements de terrain en 1999.

## Histoire
Coly-Saint-Amand est une commune nouvelle créée le 21 septembre 2018 pour une prise d'effet au 1er janvier 2019. À cette date, les deux communes fondatrices deviennent communes déléguées.

## Politique et administration
| Nom                         | Code Insee | Intercommunalité                    | Superficie (km2) | Population (dernière pop. légale) | Densité (hab./km2) |
| --------------------------- | ---------- | ----------------------------------- | ---------------- | --------------------------------- | ------------------ |
| Saint-Amand-de-Coly (siège) | 24364      | CC de la Vallée de l'Homme          | 26,4             | 370 (2018)                        | 14                 |
| Coly                        | 24127      | CC Terrassonnais Haut Périgord Noir | 8,01             | 209 (2018)                        | 26                 |

### Rattachements administratifs et électoraux
Les deux communes initiales dépendent de l'arrondissement de Sarlat-la-Canéda et de deux cantons différents Terrasson-Lavilledieu pour Coly et Vallée de l'Homme pour Saint-Amand-de-Coly. À la suite du décret du 5 mars 2020, la commune nouvelle est entièrement rattachée au canton de la Vallée de l'Homme.

### Intercommunalité
Les deux communes initiales dépendent de deux intercommunalités différentes. Elles décident que la commue nouvelle adhère à la communauté de communes de la Vallée de l'Homme.

### Administration municipale
Pendant une période courant jusqu'au prochain renouvellement des conseils municipaux (prévu en 2020), le conseil municipal de la nouvelle commune devrait être constitué de l'ensemble des conseillers municipaux des anciennes communes (11 pour Coly et 11 pour Saint-Amand-de-Coly, soit un total de 22) ; dans la réalité, il n'y aura que 20 conseillers. Le maire de la nouvelle commune est élu début 2019. Les maires des anciennes communes deviennent maires délégués de celles-ci.
La population de la commune étant comprise entre 500 et 1 499 habitants au recensement de 2017, quinze conseillers municipaux auraient dû être élus en 2020. Cependant, s'agissant du premier renouvellement du conseil municipal d'une commune nouvelle, le nombre de conseillers élus est celui de la strate supérieure, soit dix-neuf.

### Liste des maires
| Période                          | Période  | Identité          | Étiquette | Qualité                                                    |
| -------------------------------- | -------- | ----------------- | --------- | ---------------------------------------------------------- |
| janvier 2019 (réélu en mai 2020) | En cours | Vincent Geoffroid |           | Ancien maire de Saint-Amand-de-Coly (2016-2018) Enseignant |

## Équipements et services publics

### Justice
Dans le domaine judiciaire, Coly-Saint-Amand relève : 
- du tribunal judiciaire, du tribunal pour enfants, du conseil de prud'hommes et du tribunal de commerce de Périgueux ;
- du pôle Nationalité du tribunal judiciaire de Périgueux (compétent uniquement dans le domaine de la nationalité) ;
- de la cour d'appel, du tribunal administratif et de la  cour administrative d'appel de Bordeaux.

## Population et société

### Démographie
L'évolution du nombre d'habitants est connue à travers les recensements de la population effectués dans la commune depuis sa création.

En 2022, la commune comptait 629 habitants.
| 2019 | 2020 | 2021 | 2022 |
| ---- | ---- | ---- | ---- |
| 567  | 588  | 608  | 629  |

### Sports
- Football Club La Dornac Coly[47].

### Manifestations culturelles et festivités
- Durant la saison estivale, à Saint-Amand-de-Coly, l'association « Saint-Amand fait son intéressant » (anciennement « Comité des fêtes ») organise un festival des arts de la rue, mettant à l'affiche divers artistes et compagnies à l'image de la compagnie marseillaise Générik Vapeur (17e édition en juillet 2025[48]).
- Le 15 août, fête annuelle à Saint-Amand-de-Coly[49].

## Économie

### Emploi
En 2016, sur le territoire correspondant à Coly-Saint-Amand dans sa configuration de 2019, parmi la population communale comprise entre 15 et 64 ans, les actifs représentaient 270 personnes, soit 44,6 % de la population municipale. Le nombre de chômeurs s'élevait à 39 et le taux de chômage de cette population active s'établissait à 14,6 %.

### Établissements
Au 31 décembre 2015, sur ce même territoire, la commune comptait 85 établissements, dont quarante au niveau des commerces, transports ou services, dix-sept dans l'agriculture, la sylviculture ou la pêche, quatorze dans la construction, neuf dans l'industrie, et cinq relatifs au secteur administratif, à l'enseignement, à la santé ou à l'action sociale.

## Culture locale et patrimoine
- Château de la Grande Filolie.
- Abbaye de Saint-Amand-de-Coly.

## Pour approfondir